# Костянтинівка (Баштанський район)
Костянти́нівка — село в Україні, у Баштанській міській громаді Баштанського району Миколаївської області. Населення становить 362 особи.

## Населення
Згідно з переписом УРСР 1989 року чисельність наявного населення села становила 342 особи, з яких 157 чоловіків та 185 жінок.
За переписом населення України 2001 року в селі мешкали 362 особи.

### Мова
Розподіл населення за рідною мовою за даними перепису 2001 року:
| Мова       | Відсоток |
| ---------- | -------- |
| українська | 95,03 %  |
| російська  | 4,97 %   |